# Institut de tourisme et d'hôtellerie du Québec
L’Institut de tourisme et d’hôtellerie du Québec (ITHQ) est un établissement de formation spécialisée en tourisme, hôtellerie et restauration au Canada. Fondé en 1968 par le gouvernement du Québec, l’ITHQ est la seule école au Canada qui dispense des programmes réguliers d'ordre secondaire, collégial et universitaire.
L'ITHQ possède deux unités de recherche, un centre d’expertise, un hôtel-école de 42 chambres, deux restaurants d'application pédagogique et plusieurs salles de réunions et de banquets.
Il propose une vingtaine de programmes en gastronomie (restauration, service, sommellerie) et en gestion (hôtelière, touristique, de l'accueil de la restauration). Depuis sa fondation, l’ITHQ a formé plus de 13 500 diplômés.

## Mission
L’Institut de tourisme et d’hôtellerie du Québec a pour mission de former des ressources humaines spécialisées afin de répondre aux besoins de l’industrie de l’hôtellerie, de la restauration et du tourisme.

## Historique
L'ITHQ a été créé dans la foulée d'Expo 67 par le gouvernement du Québec pour dynamiser l'industrie touristique de la province.
L'institut est érigé en 1976 sur le site de l'ancienne école protestante Aberdeen, démolie en 1959,. Il reçoit le premier prix Citron de la Société d'architecture de Montréal, devenue par la suite Héritage Montréal, pour sa pire conception,.
L'institut subit une rénovation primée en 2004 par les architectes Lapointe Magne et Ædifica,.

## Anciens étudiants

### Chefs
- Ricardo Larrivée
- Danny St Pierre
- Martin Picard
- David McMillan
- Bob Le Chef
- Martin Juneau
- Marie-Fleur St-Pierre
- Hakim Chajar
- Louis-François Marcotte
- Jean-François Archambault

### Sommeliers
- Élyse Lambert, Meilleure Sommelier du Canada 2015 et 5e Meilleur Sommelier du Monde 2016
- Pier-Alexis Soulière, Meilleur Sommelier des Amériques 2018[13]
- Carl Villeneuve Lepage, Meilleur Sommelier du Québec 2017

## Galerie

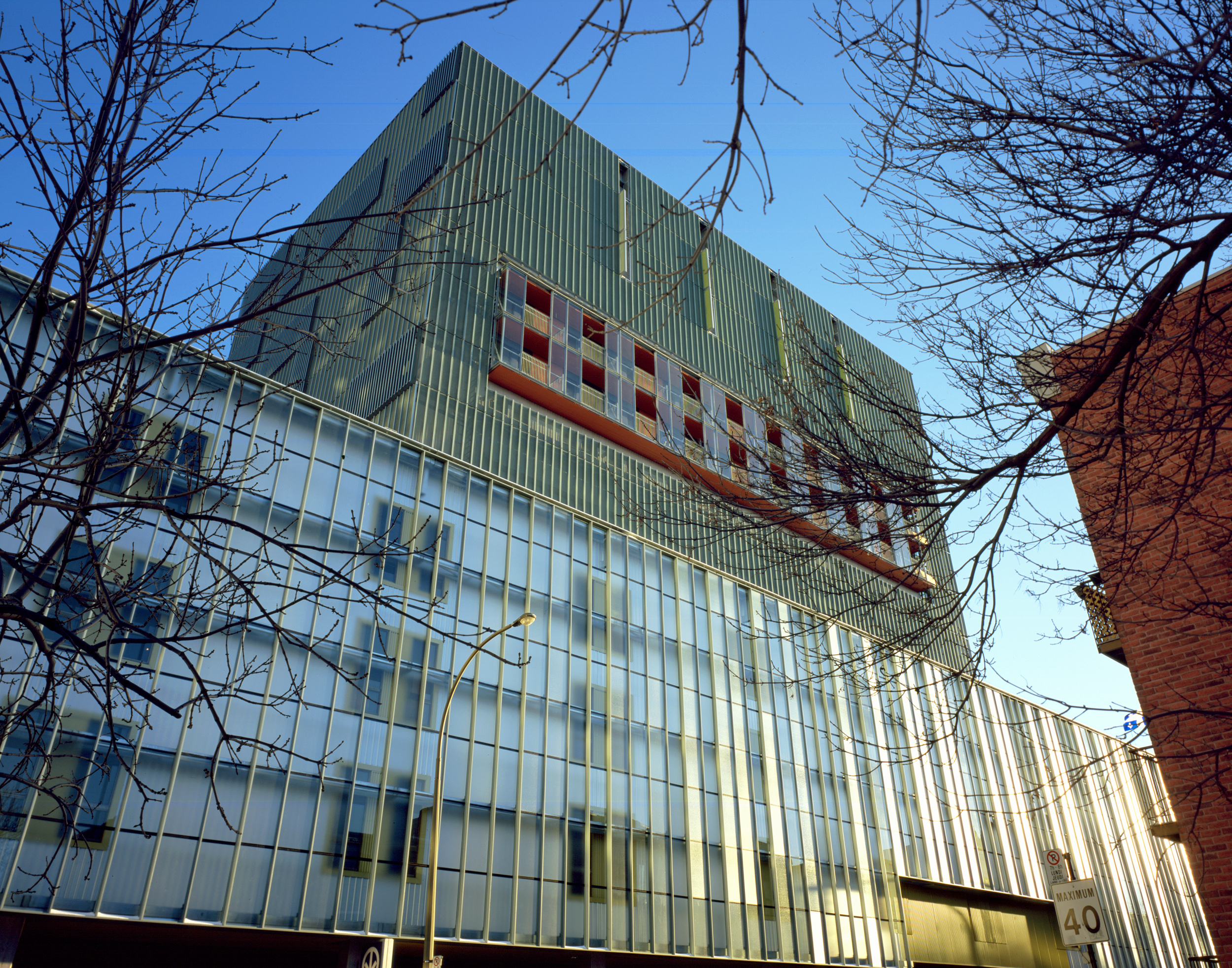
L'ITHQ vu de la rue de Malines
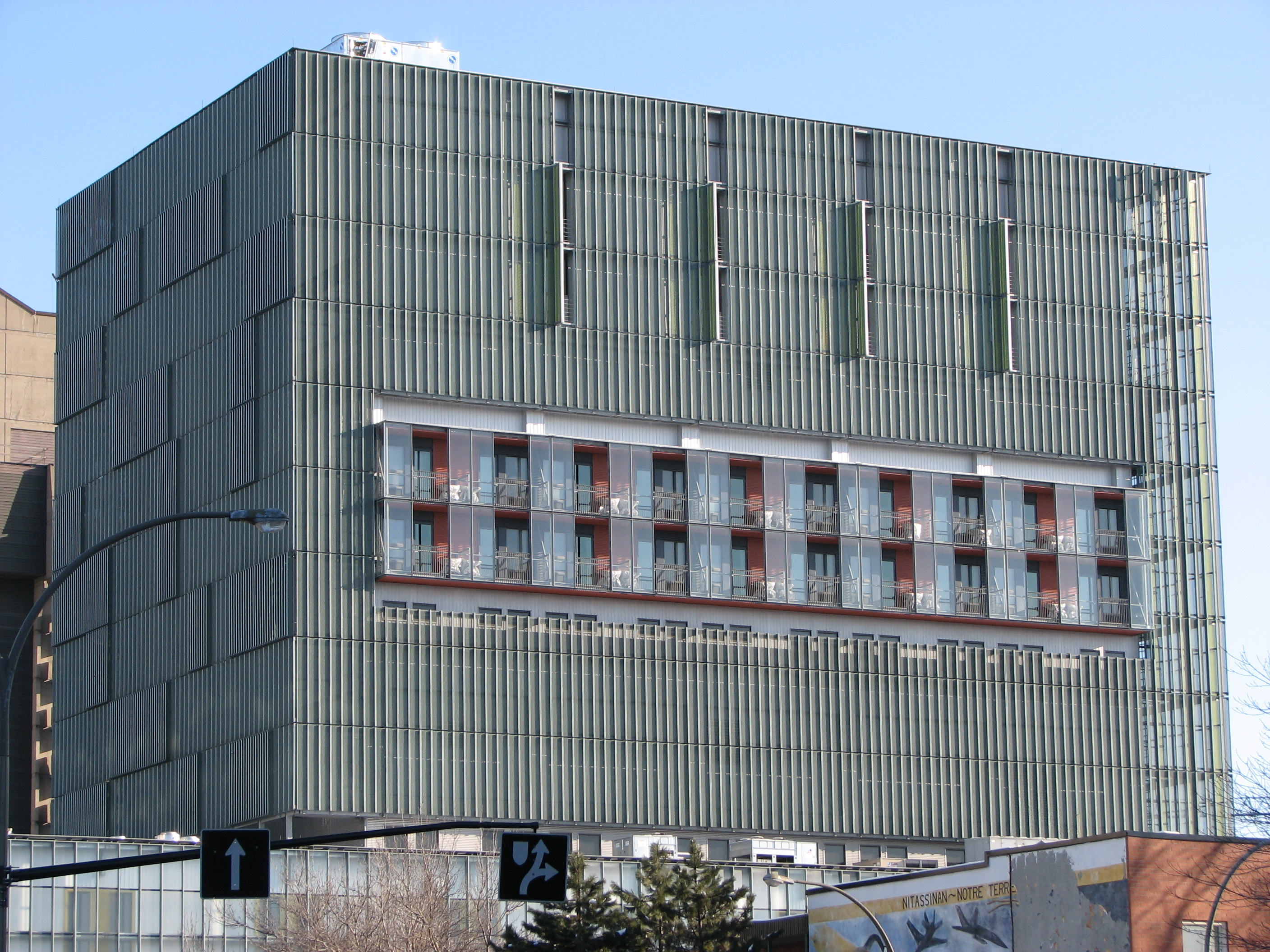
L'ITHQ vu de la rue Berri
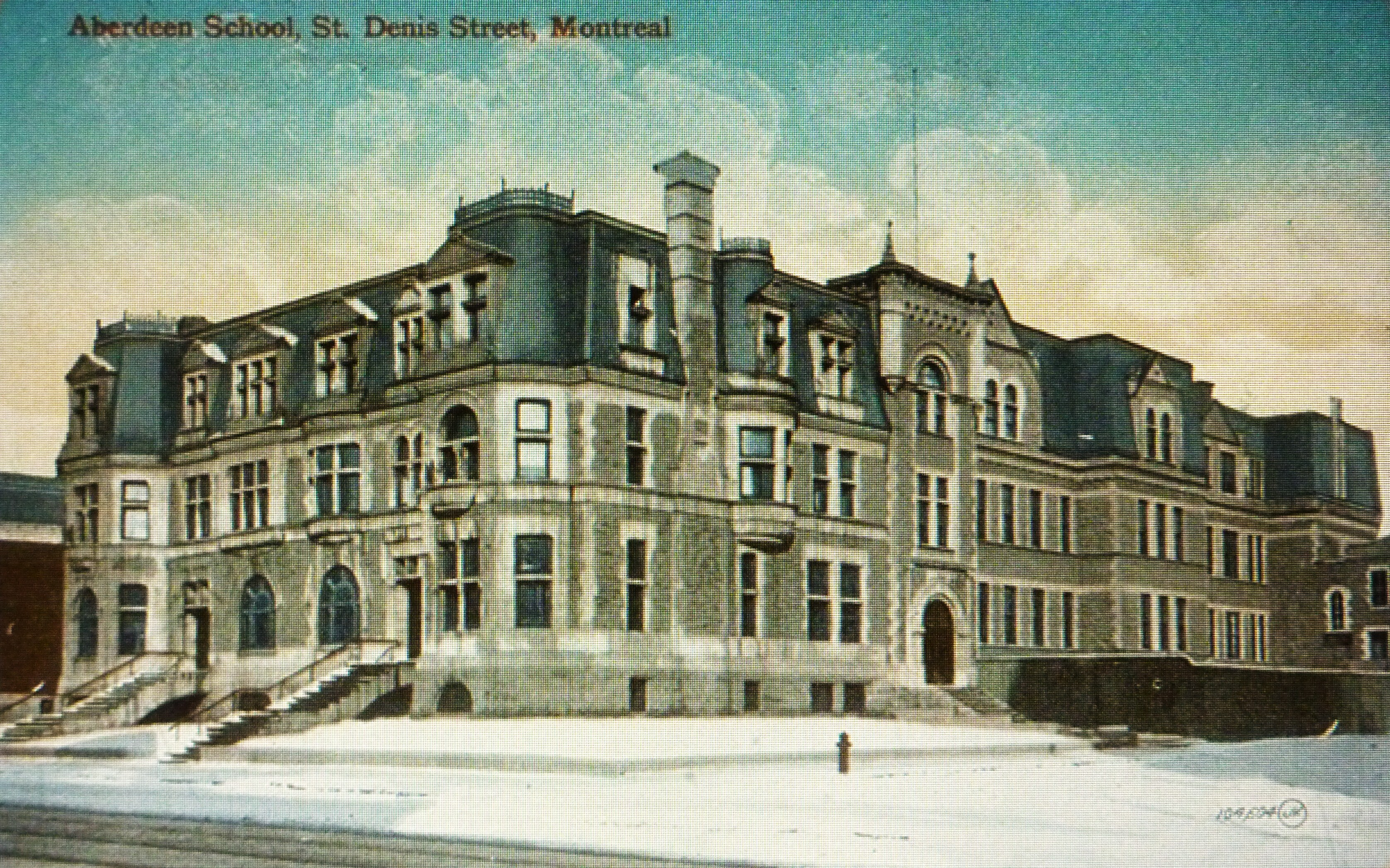
L'ancienne école Aberdeen vers 1910